# Соджа, Эдвард
Эдвард Соджа (англ.  Edward William Soja ; 4 мая 1940, Нью-Йорк — 2 ноября 2015, Лос-Анджелес) — американский географ и урбанист.

## Биография
Родился в семье польских эмигрантов.
Получил степень бакалавра в Хантерском колледже, а в 1961 году степень магистра в Висконсинском университете. В 1967 году получил докторскую степень по географии в Сиракузском университете.
Свою преподавательскую деятельность начал в качестве ассистента профессора в Северо-Западном университете.
Являлся приглашенным профессором Лондонской школы экономики
.

## Память
Школа связей с общественностью им. Лускина при Калифорнийском университете учредила именную стипендию памяти Эдварда Соджа.

## Награды
За свои заслуги перед наукой был отмечен следующими наградами:
- 2013 — премия Ассоциации американских географов
- 2015 — Премия Вотрена Люда, называемая «Нобелевской премией по географии»

## Основной вклад в науку
Соджа сформулировал шесть дискурсов, в которых анализируется постметрополис (новый этап развития городов) в теории урбанизации:
1. Существование городской гибкости: параллельное развитие процессов деиндустриализации и реиндустриализации[англ.].
2. Развитие космополитизма: глобализация городского капитала, труда и культуры, создание новой иерархии городов, формирование мировых городов.
3. Создание экзополиса: внешнего города с пригородами, городских деревень, технополиса, метроплекса, 100-мильного города.
4. Развитие метрополярности: рост социального неравенства и возникновение новых видов социальной стратификации.
5. Расширение концепции города-крепости (представленной в книге «Кварцевый город»[англ.]): патрулирование и охрана города с помощью высокотехнологичной полиции.
6. Расширение концепции Симсити (представленной в урбанистическом симуляторе SimCity): влияние киберпространства в повседневной жизни, электронное поколение, имитация сверхурбанизма в реальной жизни.